# Tremulant (EP)
Tremulant - minialbum zespołu The Mars Volta wydany w 2002 roku.

## Spis utworów
1. "Cut That City"  – 5:44
2. "Concertina"  – 4:54
3. "Eunuch Provocateur"  – 8:48